# Агванский язык
Агва́нский язы́к (арм. աղվաներենо файле aġvaneren), также алуа́нский (грабар աղուաներէն ałuanerēn), староуди́нский, древнеуди́нский или кавка́зско-алба́нский язы́к, реже гарга́рский язы́к — язык лезгинской ветви нахско-дагестанской семьи, предок удинского языка. Был распространён в Кавказской Албании в VI веке вдоль берегов реки Куры (на территории современного Азербайджана). К нашим дням язык вымер.
Агванский язык считается языком гаргаров — одного из 26 племён античной Кавказской Албании — и связан с диалектом удинского языка, используемым в селе Нидж. Фонологическая система была близка к системе современного удинского языка (в пользу чего говорит, например, наличие фарингализованных гласных).

## История
Разделение агванского и протоудинского языков, предположительно, произошло в первые века нашей эры. Однако вопрос о регионе, где протекал этот процесс, остаётся открытым. Одной из выдвигаемых версий является миграция двух вариаций кавказских языков с севера на юг, в том числе и на правобережье Куры, где они вошли в тесный контакт с носителями иранских языков. Агванский язык столкнулся с проблемой полной иранизации: среди населения распространялись среднемидийский и среднеперсидский, принесённый сасанидскими переселенцами с юга.
Полной ассимиляции со стороны парфянского и среднеперсидского языков помешали христианизация страны и использование агванского языка в церковной службе. Агванский язык, тесно связанный с местной автокефальной церковью, функционировал как показатель религиозной и, возможно, политической идентичности.
Точно не известно, какой язык был разговорным для правящей элиты Албании, однако, вероятно, это был среднеперсидский, который также являлся языком официальным. Титульные надписи на официальных геммах-печатях царя Албании Асвагена и агванского католикоса, сделанные среднеперсидским письмом демонстрируют значительную роль этого языка и письма среди высшей агванской знати и духовенства. В то же время, в IV—VI веках агванский язык как минимум являлся частью культуры господствующего класса Албании.

### Упадок агванского языка
После того, как в начале VIII века Албанская церковь перешла в подчинение Армянской апостольской церкви, агванский язык постепенно перестал быть элементом религиозной идентичности и уступил место армянскому. Литературный агванский язык или общенародный язык койне не сложились. С VIII века в качестве литературного использовался армянский язык. Функции агванского языка сузились до языка общения. При этом, однако, местное население сохранило свои культурные и социальные особенности. На части территории Албании агванский язык, видимо, использовался как лингва франка — до X—XII веков он был широко распространён на левобережье Куры (современный северный Азербайджан и восточная Грузия), после чего постепенно был вытеснен тюркскими диалектами (до этого — в Раннем средневековье — население Арцаха и Утика уже говорило на армянском языке)

## Письменность

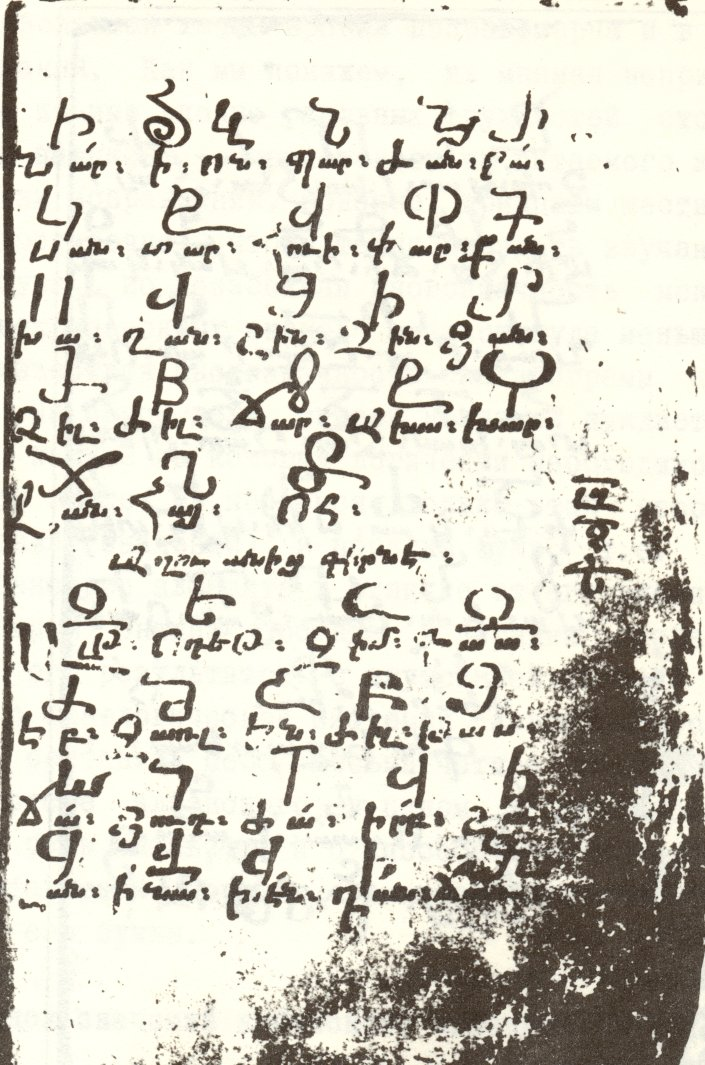
Армянская рукопись XV века, содержавшая албанский алфавит

Для записи языка использовалось агванское письмо. Известны эпиграфические памятники VI—VIII вв., глосса в армянской рукописи XV века и 2 палимпсеста предположительно VII века, найденные Зазой Алексидзе в Синайском монастыре и подтверждающие предположение о том, что агванский язык отражает древнюю форму удинского языка. Вольфгангом Шульце в 2001 году была сделана пробная интерпретация части текста палимпсеста с точки зрения его древнеудинского происхождения.